# ACDelco
ACDelco, oft auch kurz Delco genannt, ist ein Unternehmen der Automobilzuliefererindustrie. Nach der Übernahme durch General Motors existiert ACDelco innerhalb der Fahrzeugkomponenten-Sparte des Konzerns als Markenname und Unternehmensteil weiter. Als unselbständiger Konzernteil ist ACDelco nicht börsennotiert. Es werden keine Angaben zu Produktionsorten, Umsatz, Mitarbeiteranzahl etc. veröffentlicht.

## Standorte
Der Hauptsitz ist in Grand Blanc, Michigan, USA. Vertretungen finden sich in Asien, Australien, Südamerika, Afrika und Europa. Die europäische Niederlassung befindet sich in Madrid, Spanien.

## Produkte
Das Produktportfolio umfasst über 90.000 Teile aus den Bereichen
1. Luftfilter
2. Lichtmaschinen und Anlasser
3. Batterien
4. Treibriemen
5. Bremsen
6. Chemikalien und Flüssigprodukte
7. Kraftstofffilter und Kraftstoffpumpen
8. Ölfilter und Getriebeölfilter
9. Stoßdämpfer und Federbeine
10. Zündkerzen
11. Wasserpumpen
12. Scheibenwischer und Wischgummis
13. Leitungen und Kabel

## Geschichte
1899 siedelte Albert Champion, ein französischer Radrennfahrer, in die USA über. Dort begann er Zündkerzen herzustellen und zu vertreiben. Aus der 1904 von ihm gegründeten Firma Champion Ignition Company ging die 1908 unter dem Dach der Buick Motor Company angesiedelte AC spark plug division hervor. 1916 wurde Buick Teil der Firma General United Motors, welche dann mit Chevrolet zu General Motors fusionierte.
1927 waren von AC Delco produzierte Zündkerzen beim Atlantikflug von Charles Lindbergh im Einsatz, 1932 wurden AC-Zündkerzen bei Amelia Earharts Solo-Atlantikflug eingesetzt.
1974 firmierte das Unternehmen zur AC Delco Division um.

## AC Delco in Europa
1991 untersuchte die Europäische Union anlässlich der Übernahme der Boge GmbH durch Mannesmann den Markt für Stoßdämpfer. In diesem Bericht wird AC Delco/de Carbon als weltgrößter Stoßdämpferhersteller genannt, der Marktanteil innerhalb der EU wird mit 5 % angegeben.